# ژولیوس ادگار لیلینفلد
ژولیوس اِدگار لیلینفِلد (آلمانی: Julius Edgar Lilienfeld؛ زاده ۱۸ آوریل ۱۸۸۲ درگذشته ۲۸ اوت ۱۹۶۳) یک مهندس برق و فیزیک‌دان و مخترع آلمانی-آمریکایی زادهٔ اتریش-مجارستان بود. ثبت ترانزیستور اثر میدان (۱۹۲۵) و خازن الکترولیتی (۱۹۳۱) منسوب به اوست. به دلیل عدم انتشار مقاله در مجلات شناخته‌شده علمی و چون مواد نیمه‌هادی با خلوص بالا در آن زمان هنوز در دسترس نبود، اختراع ترانزیستور اثرمیدانی وی هرگز به شهرت نرسید و باعث سردرگمی مخترعین بعدی شد.